# Gare de Sotchi
La gare de Sotchi (en russe : Сочи) est une gare ferroviaire russe, située dans la ville de Sotchi, station balnéaire du kraï de Krasnodar, en Russie, sur les bords de la mer Noire.

## Histoire
Le bâtiment actuel de la gare est dû à l'architecte Alexeï Douchkine.